# Temporada da NFL de 1934
A temporada de 1934 da NFL foi a 15ª temporada regular da National Football League. Antes da temporada, o Portsmouth Spartans se mudaram de Ohio para Detroit, Michigan, e foram renomeados como os Detroit Lions.
O Cincinnati Reds  perderam seus primeiros oito jogos, depois foram suspensos por não pagarem as dívidas da liga. O St. Louis Gunners, uma equipe independente, jogou os últimos 3 jogos da temporada para os Reds.
O Ed Thorp Memorial Trophy foi estabelecido como o prêmio da liga para o campeão da NFL, e foi concedido até 1969. A equipe anfitriã para o jogo do campeonato NFL agora alternar entre as duas divisões, com o campeão da  eastern division com a hospedagem em anos pares, e o western em anos ímpares.
A temporada terminou com o NFL Championship Game quando o New York Giants derrotou o Chicago Bears no Polo Grounds no que ficou conhecido como o "Sneakers Game".

## Principais mudanças nas regras
- Um passe mão a mão para trás feito atrás da linha de scrimmage que se torna incompleta (atinge o chão antes de ser pego) deve ser entendido como um fumble.[7]

## Classificação Final
Assim ficou a classificação da final da National Football League em 1934.
P = Partidas jogadas, V = Vitórias, D = Derrotas, E = Empates, PCT = Porcentagem de vitória, PF = Pontos a favor, PA = Pontos contra
| Eastern Division    |    |   |    |   |      |     |     |
| Time                | P  | V | D  | E | PCT  | PF  | PA  |
| New York Giants     | 13 | 8 | 5  | 0 | .615 | 147 | 107 |
| Boston Redskins     | 12 | 6 | 6  | 0 | .500 | 107 | 94  |
| Brooklyn Dodgers    | 11 | 4 | 7  | 0 | .364 | 61  | 153 |
| Philadelphia Eagles | 11 | 4 | 7  | 0 | .364 | 127 | 85  |
| Pittsburgh Pirates  | 12 | 2 | 10 | 0 | .167 | 51  | 206 |

| Western Division  |    |    |   |   |       |     |     |
| Time              | P  | V  | D | E | PCT   | PF  | PA  |
| Chicago Bears     | 13 | 13 | 0 | 0 | 1.000 | 286 | 86  |
| Detroit Lions     | 13 | 10 | 3 | 0 | .769  | 238 | 59  |
| Green Bay Packers | 13 | 7  | 6 | 0 | .538  | 156 | 112 |
| Chicago Cardinals | 11 | 5  | 6 | 0 | .455  | 80  | 84  |
| St. Louis Gunners | 3  | 1  | 2 | 0 | .333  | 27  | 61  |
| Cincinnati Reds   | 8  | 0  | 8 | 0 | .000  | 10  | 243 |

## Championship Game
- New York Giants 30, Chicago

## NFL Championship Game (jogo do título)
Bears 13, em Polo Grounds, New York City, 9 de Dezembro, 1934 

## Líderes em estatísticas da Liga
| Estatística | Nome             | Time          | Jardas |
| ----------- | ---------------- | ------------- | ------ |
| Passe       | Arnie Herber     | Green Bay     | 799    |
| Corrida     | Beattie Feathers | Chicago Bears | 1004   |
| Recebendo   | Harry Ebding     | Detroit       | 264    |